# Sons of Cain
Sons of Cain (in Frankreich auch Les Enfants de Cain) ist ein Film von Keti Stamo, der Anfang September 2021 bei den Internationalen Festspielen von Venedig seine Premiere feierte.

## Handlung
In einem kleinen Dorf im Norden Albaniens scheint die Zeit stillzustehen. Dort ist das Leben der Menschen streng nach dem Kanun ausgerichtet, einem alten Kodex, der bestimmt, wie sie sich zu verhalten haben. Sieben Kinder, die nach diesem Kodex leben müssen, kommen zusammen und diskutieren die Geschichte von Kain und Abel und erkennen Gemeinsamkeiten zwischen ihren eigenen Lebenserfahrungen und der biblischen Erzählung.

## Hintergrund
Kanun ist ein mündlich überliefertes Gewohnheitsrecht Nordalbaniens, dessen Ursprünge bis ins Mittelalter, möglicherweise sogar in die Bronzezeit zurückreichen. Der Begriff wurde aus dem Sumerischen Wort für „Rohr“ über das Akkadische ins Hebräische entlehnt und dann ins Griechische übernommen und wird als Kanon allgemein für eine „Regel“ oder eine „Norm“ verwendet. Der Kanun ist in verschiedenen Varianten überliefert wie dem Kanun von Skanderbeg, dem Kanun der Malësia e Madhe, dem Kanun der Labëria und dem Kanun des Lekë Dukagjin. In den 1263 Artikeln des Kanun des Lekë Dukagjin gibt es Kapitel zur Blutrache (Gjakmarrja) und zur Gastfreundschaft, über die Familie, die Ehe und das Erb-, Besitz- und Schadensrecht. Die Besa, die persönliche Ehre, wird im Kodex als Eckpfeiler des persönlichen und sozialen Verhaltens beschrieben.

## Produktion
Regie führte Keti Stamo, die auch das Drehbuch schrieb. Sie gestaltete Sons of Cain bewusst als einen anti-narrativen Film und schuf durch die gezeigten Traumgeschichten eine surreale Atmosphäre. Stamo wurde 1982 in Albanien geboren, wuchs aber in Italien und der Schweiz auf. Nach ihrem Bachelor-Abschluss in Psychologie und einem Master in Kriminologie wurde sie von Amnesty International mit der Organisation eines Workshops zum Thema Träume in den Flüchtlingslagern in Griechenland betraut. Sons of Cain ist ihr Regiedebüt.
Die Aufnahmen entstanden in Shkodra im Norden Albaniens. Die Filmmusik komponierte Nicolas Mollard.
Die erste Vorstellung erfolgte Anfang September 2021 bei den Internationalen Festspielen von Venedig, wo er im Giornate degli Autori gezeigt wurde. Ende April, Anfang Mai 2022 wurde er im Rahmen des Filmfestivals Crossing Europe vorgestellt.

## Auszeichnungen
Camerimage 2022
- Nominierung im Documentary Features Competition[9]

Crossing Europe 2022
- Nominierung im Dokumentarfilmwettbewerb[8]

Fünf Seen Filmfestival 2022
- Nominierung für den Dokumentarfilmpreis[10]